# Eerste divisie (mannenhandbal) 1998/99
De eerste divisie is de op een na hoogste afdeling van het Nederlandse handbal bij de heren op landelijk niveau. In het seizoen 1998/1999 promoveerden Apollo '70 en Quintus naar de eredivisie.
Door de fusie tussen HV Blauw-Wit en HV Caesar werd het net-gedegradeerde team van Caesar vervangen door Cuypers/BFC 2.

## Opzet
- De kampioenen promoveren rechtstreeks naar de eredivisie (mits er niet al een hogere ploeg van dezelfde vereniging in de eredivisie speelt).
- De ploegen die als een-na-laatste (elfde) en laatste (twaalfde) eindigen degraderen rechtstreeks naar de tweede divisie.

## Eerste divisie A

### Teams
| Ploeg              | Plaats     | Provincie     |
| ------------------ | ---------- | ------------- |
| Thrifty/Aalsmeer 2 | Aalsmeer   | Noord-Holland |
| Apollo '70         | Wehl       | Gelderland    |
| Aristos (A)        | Amsterdam  | Noord-Holland |
| Smeeing/BDC        | Soest      | Utrecht       |
| De Blinkert        | Haarlem    | Noord-Holland |
| Dalfsen            | Dalfsen    | Overijssel    |
| Anova/E&O 2        | Emmen      | Drenthe       |
| ESCA               | Arnhem     | Gelderland    |
| De Gazellen        | Doetinchem | Gelderland    |
| Kolping            | Ouddorp    | Noord-Holland |
| Nijenrodes         | Breukelen  | Utrecht       |
| UDSV               | Utrecht    | Utrecht       |

## Eerste divisie B

### Teams
| Ploeg                 | Plaats         | Provincie     | Hal              |
| --------------------- | -------------- | ------------- | ---------------- |
| Atomium '61           | Rotterdam      | Zuid-Holland  | de Enk           |
| Cuypers/BFC 2         | Beek           | Limburg       | De Haamen        |
| DES '72               | Papendrecht    | Zuid-Holland  | de Donck         |
| DWS                   | Schiedam       | Zuid-Holland  | Groenoordhal     |
| EDH                   | Delft          | Zuid-Holland  | Buitenhof        |
| EMM                   | Middelburg     | Zeeland       | Nassaulaan       |
| Groene Ster           | Zevenbergen    | Noord-Brabant | Molenberg        |
| Hellas                | Den Haag       | Zuid-Holland  | Hellashal        |
| Van der Voort/Quintus | Kwintsheul     | Zuid-Holland  | van der Voorthal |
| Saturnus Leiden       | Leiden         | Zuid-Holland  | 5-Meihal         |
| White Demons          | Berkel-Enschot | Noord-Brabant | 't Ruiven        |
| Winkelinr./WIK        | Vlaardingen    | Zuid-Holland  | Westwijk         |

### Stand
| Pos | Club                  | Wed | W  | G | V  | Ptn | DV  | DT  | +/−  | Opmerking                      |
| --- | --------------------- | --- | -- | - | -- | --- | --- | --- | ---- | ------------------------------ |
| 1   | Van der Voort/Quintus | 22  | 21 | 1 | 0  | 43  | 627 | 448 | +179 | Promotie naar eredivisie       |
| 2   | Hellas                | 22  | 12 | 2 | 8  | 26  | 572 | 527 | +45  |                                |
| 3   | White Demons          | 22  | 12 | 1 | 9  | 25  | 536 | 492 | +44  |                                |
| 4   | DWS                   | 22  | 11 | 2 | 9  | 24  | 470 | 494 | −24  |                                |
| 5   | EDH                   | 22  | 11 | 0 | 11 | 22  | 528 | 545 | −17  |                                |
| 6   | DES '72               | 22  | 8  | 5 | 9  | 21  | 531 | 532 | −20  |                                |
| 7   | Saturnus Leiden       | 22  | 9  | 2 | 11 | 20  | 514 | 511 | +3   |                                |
| 8   | Groene Ster           | 22  | 9  | 2 | 11 | 20  | 532 | 545 | −13  |                                |
| 9   | EMM                   | 22  | 9  | 2 | 11 | 20  | 487 | 507 | −20  |                                |
| 10  | Atomium '61           | 22  | 8  | 2 | 12 | 18  | 495 | 512 | −17  |                                |
| 11  | Winkelinr./WIK        | 22  | 6  | 1 | 15 | 13  | 535 | 577 | −42  | Degradatie naar tweede divisie |
| 12  | Cuypers/BFC 2         | 22  | 6  | 0 | 16 | 12  | 492 | 629 | −137 | Degradatie naar tweede divisie |